# Terry Wogan
Michael Terence Wogan, més conegut com a Terry Wogan, KBE (Limerick, 3 d'agost de 1938 - Taplow, Buckinghamshire, Anglaterra, 31 de gener de 2016) fou un presentador i locutor de ràdio i televisió irlandès i britànic, un dels més famosos del Regne Unit, i també un dels símbols de la BBC. Va començar la seva carrera professional a la dècada de 1960.
Entre 1980 i 2008 va comentar cada any per la BBC el Festival d'Eurovisió, i en va ser presentador a Birmingham el 1998 al costat d'Ulrika Jonsson. Va obtenir 150.000 £ a l'any pel seu treball al concurs.
El 2004 va rebre un doctorat honorari de la Universitat de Limerick. L'any 2005 va ser nomenat Cavaller de l'Orde de l'Imperi Britànic per la Reina Elisabet II, després de fer valer aquest any, el seu dret de nacionalitat britànica (encara que conserva la irlandesa), el títol de cavaller es va fer efectiu l'11 d'octubre de 2005, permetent-li utilitzar el títol de Sir.

## Obres bibliogràfiques
- Banjaxed (October 1979)
- The Day Job (1981)
- Wogan on Wogan (1987)
- Terry Wogan's Bumper Book of TOGs (1995)
- Where Was I?!: The World According to Wogan (2009)

### Autobiografies
- Is It Me? (setembre de 2000)
- Mustn't Grumble (setembre de 2006)